# Tommy Wack
Tommy Wack è una serie a fumetti umoristica a strisce giornaliere ideata dallo scozzese Hugh Morren nel 1968 incentrata sull'omonimo personaggio. Ebbe buona popolarità in Italia negli anni settanta tanto da avere anche una testata antologica dedicata oltre a essere pubblicata su varie testate e su albi monografici.

## Storia editoriale
La serie esordì nel Regno Unito nel 1968 sul quotidiano Daily Express per poi passare sul The Sun. In Italia il personaggio venne pubblicata su alcune testate dell’Editoriale Corno come Eureka e poi su una rivista a lui intitolata, Tommy, oltre che su albi monografici della collana Eureka Pocket; negli anni ottanta venne pubblicato su alcune testata edite della Max Bunker Press. L'autore morì nel 1995 e la serie non è stata continuata da nessun altro.

## Trama
Il protagonista è un operaio di una grande fabbrica che viene continuamente ripreso dal suo caporeparto per il basso rendimento e per la sua abitudine a dormire all'interno di casse da imballaggio dove riesce anche a giocare a carte con i suoi colleghi e a fomentare vertenze sindacali. Ha spesso un atteggiamento spavaldo e veste abitualmente, almeno al lavoro, con la classica tuta da meccanico. Ha una fidanzata, una bella ragazza di nome Dot, anch'essa operaia nella fabbrica, anche se Tommy non riesce a trattenersi dal correre dietro ad altre ragazze delle quali riesce a conquistare i favori con una certa facilità; ha anche una madre presso la quale vive e che non vede di buon occhio Dot ed è solita criticarla.
Squashy, spalla principale del personaggio, è il suo caporeparto, un signore basso e anziano e sempre con la pipa in bocca, ormai così scoraggiato da fare molto poco per convincere Tommy a lavorare di più; i due sono comunque amici e capita di vederli insieme al di fuori del lavoro durante il tempo libero. Tra gli altri colleghi uno dei più ricorrenti è Knocker.
L'ambientazione è prevalentemente la fabbrica, nei grandi depositi o nelle officine con i relativi orari e turni di lavoro.